# Natë pa hënë
Natë pa hënë (La nit sense lluna) és una pel·lícula de coproducció albanesa-francesa que es va estrenar el gener de 2004.

## Argument
Per als personatges d'aquesta pel·lícula, el seu objectiu vital és sortir del país. Aquesta vegada la història es desvia dels drames estereotipats i ombrívols sobre els albanesos que fugen del país. La Rudina, de 16 anys, i el seu avi viatgen en tren cap a la costa amb la intenció de sortir del país amb l'ajuda dels contrabandistes. Al tren, Rudina es troba amb Gjergj i en una de les estacions de tren, on ha de fer una parada més llarga, va al poble a buscar aigua. Mentrestant, surt el tren en què viatjava amb el seu avi. La noia està devastada, però el nen amb qui es va quedar promet que el trobaran. Comença el seu viatge aventurer pel país. A la costa, on finalment arriben, es troben amb el seu avi. No hi ha res que t'impedeixi pagar als contrabandistes i marxar del país.

## Repartiment
- Enrieta Jani com a Rudina
- Kledi Kapexhiu com a Mili
- Niko Kanxheri com a avi
- Genc Fuga com a periodista
- Elton Papuciu com a Mann
- Genciana Zeneli
- Ilisia Sheri
- Lulzim Zeqja

## Recepció
Els papers principals de la pel·lícula són interpretats per actors no professionals. Comentant l'estrena de "Nata pa hënë" al cinema "Millenium" de Tirana, la premsa albanesa va destacar que feia molt de temps que una pel·lícula albanesa havia atret més de 9.000 espectadors en els primers dies després de la seva estrena. La pel·lícula es va presentar el 2004 al Festival de Cinema de Moscou, i l'abril de 2005 al Central i Festival de Cinema d'Europa de l'Est a Wiesbaden.